# 김대호 (1986년)
김대호(한국 한자: 金大乎, 1986년 4월 15일 ~ )는 대한민국의 전 축구 선수이다. 포지션은 골키퍼였으며,
실력은 많이 부족했으며 운동에 성실하지도 못해 여기저기 많은 팀을 전전하며 다니다 사라졌다.
현재 서울 이랜드 FC U-18의 GK코치로 활동중이다.

## 수상

#### 울산 현대미포조선 돌고래
- 내셔널리그 우승 1회 (2011년)